# Phoradendron ensifolium
Phoradendron ensifolium là một loài thực vật có hoa trong họ Santalaceae. Loài này được (Pohl ex DC.) Nutt. miêu tả khoa học đầu tiên năm 1847.